# Bertrand Maury
Pour les articles homonymes, voir Maury.
Bertrand Maury, né le 2 février 1968, est un mathématicien français. Il est récompensé par la médaille d'argent du CNRS en 2022.

## Biographie
Bertrand Maury entre à l'École polytechnique en 1988. Il effectue une thèse CIFRE chez Saint-Gobain, portant sur le formage du verre plat, soutenue en 1995. Son postdoctorat, effectué à l'université de Houston, porte sur l'écoulement de particules, pour lequel il réalise des outils de simulation numérique,.
Devenu maître de conférences à l'université Pierre-et-Marie-Curie au laboratoire Jacques-Louis-Lions, il enseigne la mécanique des fluides. Il devient ensuite professeur au laboratoire de mathématiques d'Orsay (LMO). Il est également rattaché pendant 10 ans au DMA (Département de Mathématiques et Applications), le laboratoire de mathématiques de l'École Normale Supérieure de Paris, de 2014 à 2024.
En 2023, il est élu à l'Académie des sciences, dans la section des sciences mécaniques et informatiques.

## Travaux
Ses premiers travaux portent sur la résolution d'équations aux dérivées partielles, issues de la mécanique des fluides. Il s'oriente progressivement vers la modélisation des phénomènes étudiés, comme l'écoulement du sang dans les veines ou de l'air dans les poumons, :

« Suite à la suggestion d’un collègue théoricien, nous avons extrapolé le poumon réel pour élaborer un objet idéalisé, doté d’un nombre de générations infini : la pureté de ce nouvel objet le rend accessible au déploiement de mathématiques abstraites, ce que le poumon réel, dans sa finitude et son caractère variable, permet moins. »

L'Académie des sciences lui décerne en 2008 le prix Blaise-Pascal.
Bertrand Maury s'intéresse ensuite aux mouvements de foule, pour lesquels il développe de nouveaux modèles. Il est ainsi amené à travailler sur la sécurité des grands rassemblements, comme la cérémonie d'ouverture des Jeux olympiques d'été de 2024 ou, durant la pandémie de Covid-19, à la modélisation d’une épidémie en milieu scolaire ou universitaire,,.

## Récompenses et distinctions
- 2008 : Prix Blaise-Pascal[1]
- 2022 : Médaille d'argent du CNRS[2]
- 2023 : Membre de l'Académie des sciences (France)

## Quelques publications
- Bertrand Maury et Sylvain Faure, « La Foule en équations », Pour la science, no 501,‎ juillet 2019, p. 32-39
- (en) Bertrand Maury et Sylvain Faure, Crowds in Equations : An Introduction to the Microscopic Modeling of Crowds, World Scientific, 2018, 200 p. (DOI 10.1142/q0163)
- (en) Bertrand Maury, The Respiratory System in Equations, Springer, coll. « MS&A », 2013, 278 p. (DOI 10.1007/978-88-470-5214-7)